# Valros
Valros ist eine französische Gemeinde mit 1.665 Einwohnern (Stand: 1. Januar 2022) im Département Hérault in der Region Okzitanien. Sie gehört zum Arrondissement Béziers und zum Kanton Pézenas. Die Einwohner werden Valrossiens genannt.

## Lage
Valros liegt etwa 14 Kilometer nordöstlich von Béziers und 17 Kilometer nordwestlich von Agde. Umgeben wird Valros von den Nachbargemeinden Tourbes im Norden, Nézignan-l’Évêque im Osten, Saint-Thibéry im Südosten, Montblanc im Süden sowie Servian im Westen.
Durch die Gemeinde führt die Autoroute A75.

## Bevölkerungsentwicklung
| Jahr                       | 1962 | 1968 | 1975 | 1982 | 1990 | 1999 | 2006 | 2013 | 2020 |
| Einwohner                  | 808  | 788  | 761  | 753  | 1021 | 1130 | 1225 | 1550 | 1643 |
| Quellen: Cassini und INSEE |      |      |      |      |      |      |      |      |      |

## Sehenswürdigkeiten
- Kirche Saint-Pierre, erbaut im 15. Jahrhundert
- Turm, Reste der früheren Ortsbefestigung

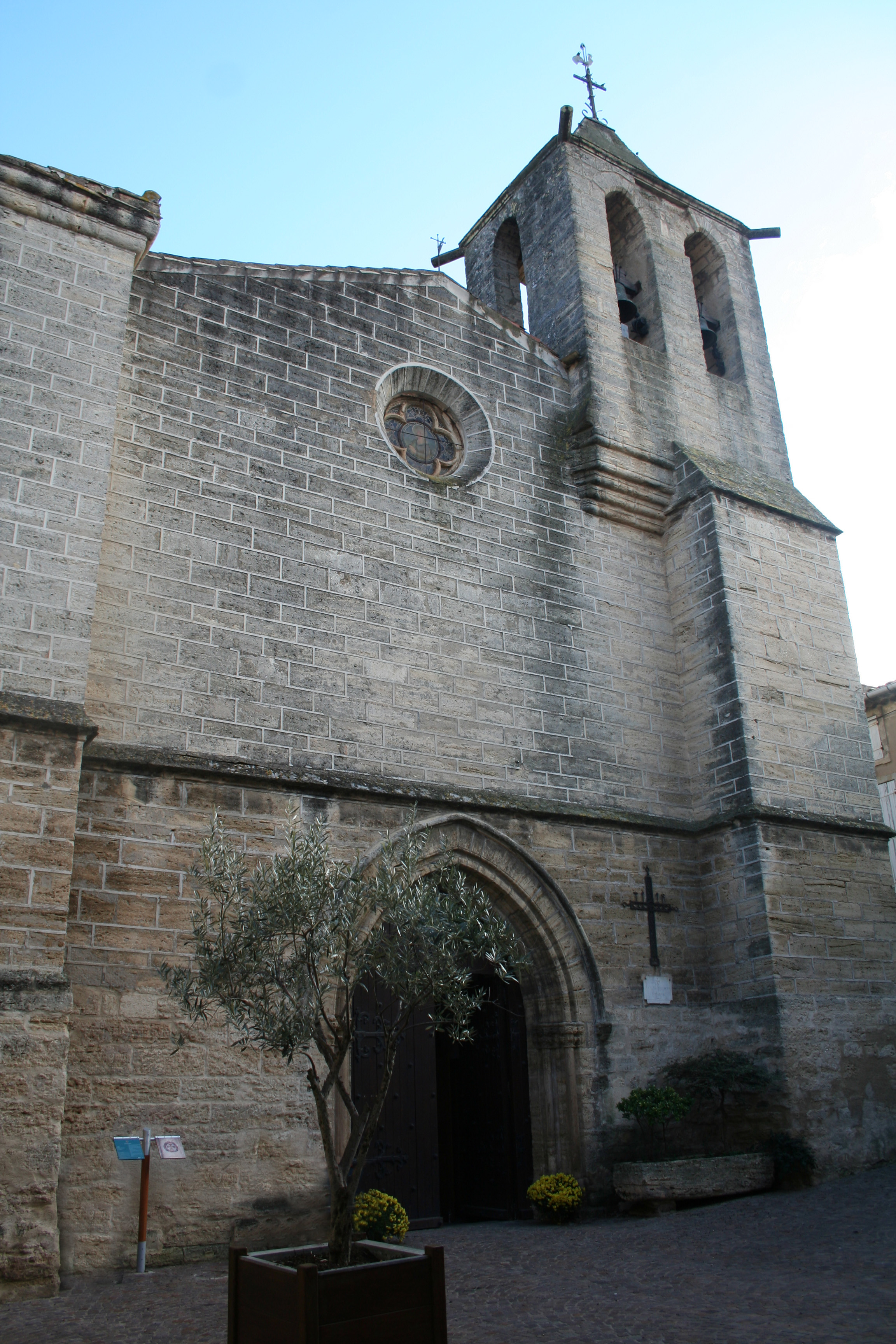
Kirche Saint-Étienne